# Shibata Takumi (administrator de fonduri)
Shibata Takumi (柴田拓美?) (n. 1953) este un manager de fonduri⁠(d) japonez, unul dintre cei mai importanți directori financiari din Japonia. În prezent, este partener fondator al Fiducia, un fond de capital de risc cu sediul în Tokyo.
Anterior, a fost președinte și CEO al Nikko Asset Management⁠(d) timp de șase ani și a avut o carieră de 37 de ani la Nomura Holdings, inclusiv în calitate de director operațional (COO) între 2008 și 2012.

## Educație
Shibata a absolvit Universitatea Keio cu o licență în economie⁠(d) în 1976, unde a fost campion la dezbateri al Societății Japoneze a Vorbitorilor de Limbă Engleză. A obținut un MBA⁠(d) de la Harvard Business School⁠(d) în 1983.

## Carieră
Shibata s-a alăturat companiei Nomura Securities în 1976. În 2005, a fost numit președinte al Nomura Asset Management și a devenit vicepreședinte al holdingului în 2008. A fost un jucător-cheie în strategia de internaționalizare⁠(d) a companiei. În timpul crizei financiare din 2008⁠(d), Shibata a fost forța motrice din spatele achiziției operațiunilor europene și asiatice ale Lehman Brothers și a condus integrarea acestora în calitate de vicepreședinte al companiei.Acordul a transformat Nomura într-un jucător global și i-a consolidat poziția pe piața japoneză; cu toate acestea, a generat pierderi semnificative în unele divizii. Acordul a marcat și intrarea Nomura pe piața indiană. Shibata și-a anunțat demisia din funcția de director operațional al Nomura în 2012. La acea vreme, exista o anchetă privind presupuse tranzacții cu informații privilegiate în cadrul companiei, care implicau scurgeri de informații confidențiale către clienți înainte de IPO-uri. După ce a părăsit rolul de director operațional în august 2012, a continuat să ofere consultanță companiei, înainte de a se pensiona complet în martie 2013, după 37 de ani în cadrul companiei. În timpul carierei la Nomura, a petrecut 17 ani în afara Japoniei, inclusiv 12 ani la Londra, precum și perioade de activitate în Hong Kong și Boston.
În iunie 2013, Nikko Asset Management⁠(d), pe atunci al treilea cel mai mare administrator de fonduri din Japonia, a anunțat că Shibata va deveni președintele companiei începând cu luna următoare. A preluat funcția de președinte și director executiv în ianuarie 2014. În acest rol, s-a concentrat pe atragerea investițiilor internaționale prin produse multi-active, despre care a afirmat că sunt atractive pentru investitorii globali interesați de strategii diversificate. În urma referendumului privind Brexitul din 2016, și-a exprimat încrederea că Londra va rămâne un centru financiar global. În 2017, Shibata a recomandat sectoare cu creștere rapidă⁠(d) în procesul de selecție a acțiunilor și a lăudat fondul global de robotică al Nikko, care a strâns aproximativ 6 miliarde de dolari și a fost primul de acest fel din Japonia. A demisionat din funcția de președinte și director executiv în martie 2019, după șase ani petrecuți în cadrul companiei.
Shibata a fondat compania Fiducia în iunie 2020. Compania a anunțat primul său fond, Fiducia GrowthTech Fund, în februarie 2022, axat pe soluții de deep tech⁠(d) și tehnologii medicale. Fondul a fost lansat cu un capital inițial de 3,3 miliarde JPY, însă se așteaptă să atragă 10 miliarde JPY în primul an de funcționare.

## Viața personală și filantropie
Shibata s-a născut în 1953, în Yokohama, prefectura Kanagawa, Japonia.
Este membru în consiliile de administrație ale UNHCR Japonia, ale Fundației Operei Nikikai din Tokyo și ale Fundației Muzicale și Culturale JESC.